# Barbara Beuys
Barbara Beuys (Wernigerode, 9 de octubre de 1943-19 de junio de 2025) es una historiadora y escritora alemana.

## Biografía
Después de realizar la secundaria en Düsseldorf, Barbara Beuys estudió historia, filosofía y sociología en Colonia de 1963 a 1968 y luego hizo un doctorado en historia. Inició su carrera periodística en el Kölner Stadt-Anzeiger. En 1971 Beuys se trasladó a Hamburgo. Allí trabajó durante doce años como editora en Stern y luego se convirtió en editora en Merian y Die Zeit. En 1979 publicó su primer libro, una biografía sobre Federico Guillermo I de Brandeburgo. Su segundo libro, Family Life in Germany, apareció un año después y es un estudio de la historia familiar de los últimos 2000 años.
Después de algunos libros más, incluso sobre la resistencia durante el Tercer Reich y la historia de los judíos en Europa, ha publicado varias biografías desde 1999: sobre Hildegarda de Bingen o la poeta Annette von Droste-Hülshoff, así como un libro sobre el poeta chino Li Qingzhao. En 2010 publicó "la biografía más completa hasta la fecha" de Sophie Scholl.
Barbara Beuys vive en Colonia como autora autónoma de no ficción desde 2001. Además de la historia, sus áreas de interés incluyen música, pintura, literatura y religión. Es la sobrina nieta del escultor Joseph Beuys.

## Premios
- 2017: Premio Luise Büchner de Periodismo[3]